# Floraleda Sacchi
 (février 2017).
Floraleda Sacchi (née à Côme le 14 juin 1978) est une harpiste, compositrice et musicologue italienne.

## Biographie
Après avoir terminé ses études musicales en Italie, aux États-Unis et au Canada, sous la direction de Lisetta Rossi, Judy Loman, Alice Giles et Alice Chalifoux, elle a remporté seize prix dans des concours de musique italienne et internationale. Elle a joué comme soliste à travers le monde notamment au Carnegie Hall-Weill Recital Hall ; au Siège de l'ONU (New York) ; au Gewandhaus Mendelssohn-Saal (Leipzig) ; à Konzerthaus; au Kleiner Saal (Berlin) ; au Klang-Bogen (Vienne) ; au Théâtre Bibiena (Mantoue) ; à la Sala Verdi (Milan) ; au Teatro Valle (Rome) ; au Hall Matsuo (Tokyo) ; au Haute Hall départemental (Kyoto) ; à la salle Varèse (Lyon) ; au Gasteig (Monaco) ; au Hypo-Kunsthalle (Monaco) ; aux Concerts de la Croix-Rouge (Genève) ; au Bellevue Hall Theatre Gessler (Amsterdam) ; à Vancouver ; au Studio Glenn Gould de CBC (Toronto) ; au Emilia Romagna Festival ; au Festival du Latium ; au Festival Musée de la musique (Rio de Janeiro) ; au Stiftung Rosegart (Lucerne), etc.
Beaucoup de compositeurs ont composé pour elle. Depuis ces collaborations la "Portraits' Collection", une série de CD, été réalisée par Amadeus Arte[incompréhensible].
Floraleda Sacchi a écrit un essai sur Elias Parish Alvars (Elias Parish Alvars, Life, Music, Documents) publié en 1999, qui a reçu le prix Harpa Award (Prague 1999) et re-decouvert des œuvres de Sophia Corri Dussek, Alphonse Hasselmans, Ildebrando Pizzetti. Elle a également publié de nombreuses éditions et remis au gout du jour bon nombre de compositions pour harpe.
Elle est l'auteur du spectacle musical et théâtral Tales of Mystery (pour récitant, harpe et quatuor à cordes, dédié à la relation entre le fantasme, la terreur, et la musique) et Voyage à la lune (pour récitant, harpe souvent répétée par le Planétarium de Milan), librement inspiré de Cosmicomiche d'Italo Calvino.
En juin 2007 elle joue avec Ottavia Piccolo dans le monologue Donna non rieducabile, écrit par Stefano Massini dédié à la mémoire de la journaliste Anna Politkovskaïa. Le spectacle a été transformé en un film par Felice Cappa en 2009 (production RAI) avec le titre Il sangue, la neve (Le sang, la neige). Publié par l'éditeur PromoMusic DVD, le film a été présenté lors du 66e Festival international d'art cinématographique de Venise en 2009.
Depuis 2006, elle est directrice artistique du Festival LakeComo.

## Prix
- 1996
  - Financial award de Italia Nostra.
  - Financial award de la Società Umanitaria (Milan).
  - X Concorso F. Schubert (Tagliolo, Alessandria) : 3e prix comme soliste
  - XI Premio Rovere d'Oro (San Bartolomeo al Mare, Imperia) : 2e prix comme soliste
- 1997
  - Concorso Viglianoviva (Vigliano, Biella) : 1er prix comme soliste
  - IV Concorso A.Gi.Mus. (Varenna, Lecco) : 1er prix comme soliste
  - Concorso Musicale Italiano (Cortemilia, Cuneo) : 2e prix comme soliste
- 1998
  - Concorso Società Jupiter Genova 1997 (Gênes) : 2e prix comme soliste
  - VII TIM – Torneo Internazionale di Musica (Rome): 1re prix Diploma d'onore comme soliste
  - Concours Internationaux UFAM – Union des femmes artistes et musiciennes (Paris) : 2e prix comme soliste
  - XII Concorso Città di Cento (Cento, Ferrare) : 3e prix comme soliste
- 1999
  - Harpa Award de la World Harp Society, International Harp Centre (Bâle, Suisse) pour le livre Elias Parish Alvars: Life, Music, Documents
- 2002
  - TIM - Torneo Internazionale di Musica (Rome), 1re prix Diploma d'onore avec Æolian Harp Duo
  - TIM - Torneo Internazionale di Musica (Rome), Diploma d'onore comme soliste
  - Premio Galbiati (Milan), 1re prix avec Allegro Ensemble (Ravel: Introduction et Allegro, Debussy : Prélude à l'après-midi d'un faune)
- 2003
  - Sinfonia Toronto Concerto Competition (Toronto, Canada), 2e prix

## Discographie
- Una storia scritta in cielo. (Multimedia) 1999.
- The Riddle of the Rough. Musique de David Clark Little (Adnarim, États-Unis et Doneamus, Amsterdam) 2000
- Musica da camera. Floraleda Sacchi (harpe) joue: Debussy (Prélude à l'apreès midi d'un faune), Ravel (Introduction et Allegro) (Stradivarius) 2002
- Jan Krtitel Krumpholtz: Sei sonate per flauto e arpa op. 8. Floraleda Sacchi (harpe). (Aulia) 2005
- Suite en Duo. Floraleda Sacchi (harpe). Musique de: Erik Satie; Philip Glass; Astor Piazzolla; Jean Cras; Ravi Shankar; Nino Rota. (Philips Records - Universal Music Group) 2007
- Chiaroscuro Harp. Floraleda Sacchi (harpe). Musique de Floraleda Sacchi (Amadeus Arte pour iTunes). 2007
- Parole Alate. 2 DVD avec le show Parole Alate. Lamberto Puggelli (régisseur), Dario Del Corno, Giuseppe Zanetto (avis scientifique), Musique sélectionnée et joue par Floraleda Sacchi (harpe), Textes lus par Moni Ovadia, Luciano Virgilio, Massimo Foschi, Franco Graziosi, Laura Marinoni, Umberto Ceriani, Ferruccio Soleri, Massimo Popolizio. (CTU). 2008
- Sweet Dreams. Floraleda Sacchi est guest star dans le pop CD de Neja. (Exclaim. 2008)
- Namah. Floraleda Sacchi joue Nell'autunno del suo abbarccio insonne de Peter Machajdik. (Musica Slovaka, 2008)
- Minimal Harp. Floraleda Sacchi (harpe). Musique de : Lou Harrison; Philip Glass; György Ligeti; Nicola Campogrande; Henry Cowell; John Cage; Peter Machajdik; Michael Nyman. (DECCA - Universal Music Group) 2008. Cat. No. 476 3172
- Sophia Corri Dussek: Works for solo Harp. Floraleda Sacchi (harpe). (Tactus). 2009. Cat. No. 772801
- Il Sangue, La Neve. Memorandum sur Anna Politkovskaïa (DVD). Acteur: Ottavia Piccolo. Musique : Floraleda Sacchi. Texte: Stefano Massini. Montage : Andrea Nobile. Photographie : Gianfranco Saponari. Rai : Elena Beccalli. Régisseur : Silvano Piccardi et Felice Cappa. Production RAIDUE PALCOSCENICO, RAITRADE, LA CONTEMPORANEA srl. PromoMusic.it Voir le film
- Ave Maria Adagios. Floraleda Sacchi (harpe). (Ozella Music) 2010. Cat. No. OZ030
- Harp Dances. Floraleda Sacchi (harpe). (DECCA - Universal Music Group) 2010. Cat. No. 476 3856
- Evocaciones. Floraleda Sacchi (harpe) plays Claudia Montero (Amadeus Arte for iTunes). 2010
- Harp Favorites. Floraleda Sacchi (harpe). (DECCA - Universal Music Group) 2010. Cat. No. 476 4149. A collection of famous classics by JS Bach, Corelli, Pachelbel, Purcell, Handel...
- Specifications. Floraleda Sacchi (harpe), musique de David Clark Little, (Amadeus Arte, 2011) Cat. No. AA11002
- Inside the Tree. Floraleda Sacchi (harpe), Piero Salvatori (violoncelle), musique de Peter Machajdik, (Amadeus Arte, 2011) Cat. No. AA11003
- Classica 2011. Various Artists and Floraleda Sacchi. (Deutsche Grammophon, 2011) Cat. No. 480 5404
- Casa Mia. With Marco Berti (tenor). (MB Classics, 2012). Music by Ruggero Leoncavallo, Giacomo Puccini, Pietro Mascagni
- Happy Birthday John!'. Floraleda Sacchi (harp), music by John Cage, (Amadeus Arte, 2012) Cat. No. AA12001
- Philip Glass: Metamorphosis'. Floraleda Sacchi (harp), music by Philip Glass, (Amadeus Arte, 2012) Cat. No. AA12002
- Cristian Carrara: Ludus. Con Piero Salvatori (cello) e Antonella Ruggiero (voice). Music by Cristian Carrara for solo harp, voice and harp, cello and harp. (Amadeus Arte, 2013) cat. No. AAP13001
- Alphonse Hasselmans: Music For Harp. (Brilliant Classics, 2013). Cat. No. 94625
- Manuel De Sica. Includes Kojiki, Preludio, Epitaffio e Danza for Harp and String Orchestra. Soloist Floraleda Sacchi, Flavio Emilio Scogna (director), Orchestra Filarmonica Arturo Toscanini. (Brilliant Classics, 2013)
- I Milionari. Motion picture soundtrack of the movie by Alessandro Piva composed by Andrea Farri for harp and electronics performed by Floraleda Sacchi. (Lions Productions, 2013)

## Publications

### Livre
- Elias Parish Alvars, Life, Music, Documents: annotated catalogue of his works for harp, piano, orchestra and voice, Odilia Publishing, 1999 -  (ISBN 3-9521367-1-9). 220 p., 40 ill.
- Specchio, poème avec dessins de Cristoforo Mantegazza. Edizioni Pulcino Elefante, 2004
- Violette, poème avec dessins de Cristoforo Mantegazza. Edizioni Pulcino Elefante, 2004

### Articles
- Elias Parish Alvars, Harpa no 30, printemps 1999
- Masterclass di Judy Loman, Harpa no 37, 2000
- A conversation with Judy Loman, Harpa no 34, 2000
- The 7th World Harp Congress, Harpa no 32-33, 2000
- Ask it to Salzedo, EOLUS Bulletin, HARPA, automne 2001
- Introducing Parish Alvars, American Harp Journal, 2008
- Parish Alvars in Italy, World Harp Congress Review, 2008
- "Sophia Corri Dussek", World Harp Congress Review, 2009.

### Édition musicales
- Harpe
  - Enrique Granados: Album per arpa: Valses Poeticos - Danzas Españolas (2. Oriental, 5. Andaluza, 7. Valenciana, 8. Asturiana). Ut Orpheus, HS 176
  - Johann Sebastian Bach: Toccata e fuga in D minor BWV 565. Arrangement de Floraleda Sacchi. Ut Orpheus, HS 177.
  - Isaac Albeniz: Album per arpa: Suite Española op. 47 (5. Asturias, 8. Cuba) - 2 Danzas Españolas op. 164 (1. Jota, 2. Tango). Ut Orpheus, HS 175
  - Sophia Corri Dussek: Main Works for Solo Harp (6 Sonatas op. 2, Introduction & Waltz, French Air, C'est l'Amour, La Chasse). Ut Orpheus, HS 174
  - the Baroque Harp: 18 pièces célèbres pour harpe. Johann Sebastian Bach: Toccata con Fuga BWV 565; Adagio dal Concerto BWV 974 su un tema di A. Marcello; Preludio n. 1 BWV 846 dal Clavicembalo ben temperato; Adagio. Sinfonia dalla Cantata BWV 156; Tempo di Borea dalla Partita n. 1 per Violino BWV 1002 - Arcangelo Corelli: Adagio dal Concerto Grosso op. 6 n. 4; Adagio dalla Sonata op. 5 n. 5; Giga dalla Sonata op. 5 n. 9 - François Couperin: Sarabanda dal Concert Royal n. 4 - Georg Friedrich Händel: The Arrival of the Queen of Sheba; Sinfonia dall'Oratorio Solomon HWV 67; Passacaglia dalla Suite n. 7 HWV 432; Sarabanda dalla Suite n. 4 HWV 437; Larghetto dal Concerto op. 4 n. 6 HWV 294 - Johann Pachelbel: Canone da Canone e Giga PWV 37 - Domenico Paradisi: Toccata dalla Sonata n. 6 per Clavicembalo - Henry Purcell: Hornpipe ZT 685; Hornpipe ZT 570 - Antonio Vivaldi: Largo dal Concerto op. 8 n. 4 «Inverno». Ut Orpheus HS 183
  - Franz Schubert: Three Romances (Fruhlingsglaube, Du bist die Ruh, Standchen. Arrangement de Elias Parish Alvars, édition par Floraleda Sacchi. Ut Orpheus
  - Elias Parish Alvars : Illustrazioni della poesia italiana op. 97, vol. 1: Francesco Petrarca. Ut Orpheus
  - Elias Parish Alvars : Fantaisie sur des motifs italiens op. 57. Ut Orpheus
  - Elias Parish Alvars : Ricordi di Napoli: Serenata op. 83, Il Mandolino op. 84, Il Pappagallo op. 85, Marcia op. 87. Ut Orpheus
  - Elias Parish Alvars : Scenes of my Youth or the Pleasures and the Sorrows of an Artist (9 Romances op. 42, 48, 56 & Gran Fantasia op. 75). Ut Orpheus
  - Elias Parish Alvars : Sultan's Favourite March op. 30 & Travel of a Harpist in the Orient op. 62 (1. Souvenir of Bosphore, 2. Bulgarian Dance, 3. Hebrew Air from Philipolis, 4. Armenian Air, 5. Sultan's Parade March, 6. Greek Song from Santorini). Ut Orpheus
  - Elias Parish Alvars : A Collection of easy pieces (12 Favourite Airs, Lights and Shadows (2 Romances and a Waltz), Hungarian March, Barcarola, Fantasia on themes from La Figlia del Reggimento by Donizetti, The Plaint of a Young Girl op. 64). Amadeus Arte, 2007, Ut Orpheus
- Musique de chambre
  - Giuseppe Verdi : Fantasia su temi de La Traviata. Ut Orpheus
  - Ernest II von Sachsen-Coburg-Gotha: Casilda Fantasia. Ut Orpheus
  - Ernst Theodor Amadeus Hoffmann: Quintette. Ut Orpheus
  - Franz Liszt: Am grabe Richard Wagner. Ut Orpheus